# Krystina Ferentz
Krystina (Krystyna) Ferentz, ps. Bettina Antoni, właśc. Krystyna Ferencowicz (ur. 1969 w Polsce) – francusko-polska tancerka, piosenkarka i aktorka.

## Filmografia
- 1987: On se calme et on boit frais à Saint-Tropez jako Heidi
- 1992: Magiczne perfumy Emmanuelle
- 1992: Sekret Emmanuelle
- 1992: Zemsta Emmanuelle
- 1993: Emmanuelle na zawsze
- 1993: Emmanuelle w Wenecji
- 1994: L'Affaire (La dernière carte de Sergio Gobbi) jako Christina
- 2008: Last Hour jako Poison

## Dyskografia
- 1985: Ce mec est too much
- 2001: No Naggin Anymore
- 2002: Razzmatazz
- 2005: Laid back
- Je veux revoir ton sourire